# سییا یاماگوچی
سییا یاماگوچی (انگلیسی: Seiya Yamaguchi؛ زادهٔ ۲ سپتامبر ۱۹۹۳) بازیکن فوتبال اهل ژاپن است.